# HD264111
HD264111 — хімічно пекулярна зоря спектрального класу B2, що має видиму зоряну величину в смузі V приблизно  9,6.
Вона  розташована на відстані близько 8363,0 світлових років від Сонця.

## Пекулярний хімічний вміст
Зоряна атмосфера HD264111 має підвищений вміст 
He
.